# Waterpolo en los Juegos Panamericanos

Waterpolo

El Waterpolo en los Juegos Panamericanos se disputa tanto para hombres como para mujeres.

## Masculino

### Palmarés
| N.º   | Año  | Sede                                 | Oro            | Plata          | Bronce         |
| ----- | ---- | ------------------------------------ | -------------- | -------------- | -------------- |
| I     | 1951 | Buenos Aires Argentina               | Argentina      | Brasil         | Estados Unidos |
| II    | 1955 | México · México                      | Argentina      | Estados Unidos | Brasil         |
| III   | 1959 | Chicago Estados Unidos               | Estados Unidos | Argentina      | Brasil         |
| IV    | 1963 | São Paulo · Brasil                   | Brasil         | Estados Unidos | Argentina      |
| V     | 1967 | Winnipeg · Canadá                    | Estados Unidos | Brasil         | México         |
| VI    | 1971 | Cali · Colombia                      | Estados Unidos | Cuba           | México         |
| VII   | 1975 | México · México                      | México         | Estados Unidos | Cuba           |
| VIII  | 1979 | Puerto Rico                          | Estados Unidos | Cuba           | Canadá         |
| IX    | 1983 | Caracas · Venezuela                  | Estados Unidos | Cuba           | Canadá         |
| X     | 1987 | Indianápolis Estados Unidos          | Estados Unidos | Cuba           | Brasil         |
| XI    | 1991 | Habana · Cuba                        | Cuba           | Estados Unidos | Brasil         |
| XII   | 1995 | Mar del Plata Argentina              | Estados Unidos | Brasil         | Cuba           |
| XIII  | 1999 | Winnipeg · Canadá                    | Estados Unidos | Cuba           | Canadá         |
| XIV   | 2003 | Santo Domingo · República Dominicana | Estados Unidos | Brasil         | Canadá         |
| XV    | 2007 | Río de Janeiro · Brasil              | Estados Unidos | Brasil         | Canadá         |
| XVI   | 2011 | Guadalajara · México                 | Estados Unidos | Canadá         | Brasil         |
| XVII  | 2015 | Toronto · Canadá                     | Estados Unidos | Brasil         | Canadá         |
| XVIII | 2019 | Lima · Perú                          | Estados Unidos | Canadá         | Brasil         |
| XVIV  | 2023 | Santiago · Chile                     | Estados Unidos | Brasil         | Argentina      |

### Medallero
Actualizado a la edición de Santiago 2023.
| #  | País           |    |   |   | Total |
| -- | -------------- | -- | - | - | ----- |
| 1. | Estados Unidos | 14 | 4 | 1 | 19    |
| 2. | Argentina      | 2  | 1 | 2 | 5     |
| 3. | Brasil         | 1  | 7 | 6 | 14    |
| 4. | Cuba           | 1  | 5 | 2 | 8     |
| 5. | México         | 1  | - | 2 | 3     |
| 6. | Canadá         | -  | 2 | 6 | 8     |

## Femenino

### Palmarés
| N.º   | Año  | Sede                                 | Oro            | Plata          | Bronce |
| ----- | ---- | ------------------------------------ | -------------- | -------------- | ------ |
| XIII  | 1999 | Winnipeg · Canadá                    | Canadá         | Estados Unidos | Brasil |
| XIV   | 2003 | Santo Domingo · República Dominicana | Estados Unidos | Canadá         | Brasil |
| XV    | 2007 | Río de Janeiro · Brasil              | Estados Unidos | Canadá         | Cuba   |
| XVI   | 2011 | Guadalajara · México                 | Estados Unidos | Canadá         | Brasil |
| XVII  | 2015 | Toronto · Canadá                     | Estados Unidos | Canadá         | Brasil |
| XVIII | 2019 | Lima · Perú                          | Estados Unidos | Canadá         | Brasil |
| XVIV  | 2023 | Santiago · Chile                     | Estados Unidos | Canadá         | Brasil |

### Medallero
Actualizado a la edición de Santiago 2023.
| #  | País           |   |   |   | Total |
| -- | -------------- | - | - | - | ----- |
| 1. | Estados Unidos | 6 | 1 | - | 7     |
| 2. | Canadá         | 1 | 6 | - | 7     |
| 3. | Brasil         | - | - | 6 | 6     |
| 4. | Cuba           | - | - | 1 | 1     |

## Medallero histórico ambas ramas
Actualizado a la edición de Santiago 2023.
| # | País           |    |   |    | Total |
| - | -------------- | -- | - | -- | ----- |
| 1 | Estados Unidos | 20 | 5 | 1  | 26    |
| 2 | Argentina      | 2  | 1 | 2  | 5     |
| 3 | Canadá         | 1  | 8 | 6  | 15    |
| 4 | Brasil         | 1  | 7 | 12 | 18    |
| 5 | Cuba           | 1  | 5 | 3  | 9     |
| 6 | México         | 1  | 0 | 2  | 3     |